# Zastava Irske
Zastava Irske (irs. bratach na hÉireann / suaitheantas na hÉireann), sastoji se od triju jednako širokih okomitih pruga zelene, bijele i narančaste. Prihvaćena je 1922. godine kao zastava, iako neslužbeno Irske Slobodne Države, a postala je i zastavom Republike Irske.

## Izgled zastave
Izgled zastave definiran je u članku 7. Ustava Republike Irske:
-Što bi u prijevodu na hrvatski jezik značilo: Državna zastava je trobojnica zelene, bijele i narančaste boje.
Irska zastava je pravokutnog oblika dvostruko veće dužine nego širine, u omjeru 1:2. Pruge su joj položene okomito i svaka zauzima trećinu zastave. Točna nijansa boje određena je u uredu premijera (irs. Roinn an Taoisigh).
| Postavke | Zelena      | Bijela      | Narančasta |
| -------- | ----------- | ----------- | ---------- |
| Pantone  | 347         | Safe        | 151        |
| RGB      | 0-155-72    | 255-255-255 | 255-121-0  |
| Hex      | #009b48     | #FFFFFF     | #FF7900    |
| CMYK     | 100-0-54-39 | 0-0-0-0     | 0-53-100-0 |

Ako je zastava obješena na koplje zelena boja ide uz koplje, bijela je u sredini, dok je najdalje narančasta boja. Također dimenzije zastave nisu određene, već je bitan samo omjer (1:2), te raspored pruga.

### Simbolika zastave
Zelena boja na zastavi predstavlja starije irsko stanovništvo, pretežno katoličke vjeroispovijesti, dok narančasta predstavlja britanske useljenike, protestantske vjeroispovijesti. Bijela boja predstavlja mir između te dvije grupe ljudi. Također negdje se može naći zastava koja umjesto narančaste boje ima zlatnu boju, koja je ostatak irskog nacionalizma iz 19. stoljeća. Naime zlatna i bijela boja su boje Vatikana i Pape, što Irci kao katolici poštuju i tako se iz simbolike zastave izbacuje mir s protestantima.

## Zastave provincija
| Zastava | Datum | Upotreba                  | Opis |
| ------- | ----- | ------------------------- | --- |
|         |       | Zastava četiri provincije | Zastava od četiri pravokutnika, prvi predstavlja Munster (gore desno), sljedeći je Leinster (dolje desno), pokraj njega je Connacht (dolje lijevo) i Ulster (gore lijevo).                                |
|         |       | Zastava Ulstera           | Zastava povijesne provincije Ulster sastoji se od crvenog križa koji predstavlja staru plemičku obitelj Burks, te crvene otvorene šake koja je simbol klana O'Neill.                                      |
|         |       | Zastava Munstera          | Zastava provincije Munster sastoji se od tri zlatne krune na azurno-plavoj pozadini. Krune simboliziraju povijesnu borbu za političku samostalnost Munstera kroz povijest.                                |
|         |       | Zastava Connachta         | Zastava Connachta sastoji se od dva jednaka dijela. Na prvom djelu zastave nalazi se orao okrenut prema koplju zastave, dok je na drugom djelu zastave ruka u kojoj je mač.                               |
|         |       | Zastava Leinstera         | Zastava Leinstera, nekad je i bila neslužbena zastava Irske. Sastoji se od zlatne harfe na tamno zelenoj podlozi. Jedna od najstarijih irskih zastava, a upotrebljavala se i u Irskom ratu za neovisnost. |

## Povijest zastave
Prije 1830. godine za zastavu Irske, točnije irskih nacionalista uzimala se zastava s harfom na zelenom podlozi, jedan od najstarijih simbola Irske. U rujnu 1830. prvi put kao simbol uzeta je trobojnica u čast Francuske revolucije na nacionalističkom skupu. Zastava kao simbol nije uzela maha sve dok je 1848. Thomas Francis Meagher, vođa Mlade Irske, prvi put javno prostro zastavu s drugog kata zgrade ispred kojeg se slavila druga revolucija koja se odvijala u Francuskoj. Meagher je dobio ideju iz trobojnice Francuske Republike te zastave Newfoundlanda i Labradora, što je i logično s obzirom na to da mu je otac bio iz te kanadske provincije.
Iako trobojnica nikad nije zaboravljena kao simbol ujedinjenja i raznih pokreta poput Mlade Irske, slabo se upotrebljavala sve do 1916. godine i Uskrsnog ustanka. Međutim ni tada boje pa čak niti poredak nije bio standardiziran, pa se moglo naići i na poredak narančasto, zeleno i bijelo.
1850. godine predlagana je zelena boja za rimokatolike, narančasta za protestante i plava za prezbiterijance. 1883. godine ipak je donesena odluka da irska zastava bude žuto, bijelo i zeleno. S vremenom žuta ili negdje zlatna boja je izbačena te je preuzeta narančasta kao simbol protestantizma.
Upotreba je nastavila sve do 1922. do stvaranja Irske Slobodne Države, kada je ustav tadašnje države nije prihvatio kao simbol, iako je bila isticana po svim dijelovima Irske. Konačno zastava je prihvaćena i standardizirana 1937. Ustavom Republike Irske.

## Upotreba u Sjevernoj Irskoj
Simbol mira između katolika i protestanata koji simbolizira irska trobojnica, nije zapravo postala stvarnost. Šest sjevernih grofovija ostalo je vjerno britanskoj kruni te je ostalo u savezu poznatom kao Ujedinjeno Kraljevstvo, dok se ostatak Irske 1922. godine se odvojio iz saveza stvorivši Irsku Slobodnu Državu, a kasnije i Republiku Irsku. Sjeverna Irska nastavila je upotrebljavati kao zastavu, zastavu UK te je s vremenom napravila i svoju zastavu Sjeverne Irske, koju uz manje promjene upotrebljava i danas. Nadalje, mnogo godina irska trobojnica je ostala simbolom katolika u Sjevernoj Irskoj, no odluka vlade da se sankcionira svako javno isticanje irske trobojnice unijelo je nerede među dvije vjerske skupine u Sjevernoj Irskoj. Posebno se ističe događaj kada je zastava nasilno maknuta iz prostorija Sinn Feina u Belfastu, koji je doveo do dvodnevnih prosvjeda i nereda.
Usprkos onome što irska trobojnica zaista znači, britanske i unionističke vlasti proglasili su irsku trobojnicu simbolom separatizma. Unionistička stranka Sjeverne Irske "Ulster Unionist Party" prihvatila je 1953. zastavu Sjeverne Irske, baziranu na zastavi stare irske pokrajine Ulster, kao jedinu prihvatljivu zastavu i tako spriječili širenje irske trobojnice. Ta odluka postavila je irsku trobojnicu kao simbol nacionalizma i republikanizma u Sjevernoj Irskoj i tako joj dala sasvim drugu ulogu, od one koje zastava nosi, a to je simbol jedinstva irske nacije bez obzira na vjersku pripadnost. Također u podijeljenoj Sjevernoj Irskoj, simbol unionista i sjevernoirskih lojalista su plava, bijela i crvena boja, dok su boje irske trobojnice simboli republikanaca.
Sinn Feinov gradonačelnik Belfasta, Alex Maskey, u svome uredu prikazao je obje zastave, zastavu Sjeverne Irske i onu Republike Irske. što je izazvao mnogo kontroverzi u medijima i javnosti Sjeverne Irske.

## Vanjske poveznice
- Flags of the World